# Municipio de Newton (condado de Licking)
El municipio de Newton (en inglés: Newton Township) es un municipio ubicado en el condado de Licking en el estado estadounidense de Ohio. En el año 2010 tenía una población de 3219 habitantes y una densidad poblacional de 52,95 personas por km².

## Geografía
El municipio de Newton se encuentra ubicado en las coordenadas 40°8′39″N 82°25′11″O / 40.14417, -82.41972. Según la Oficina del Censo de los Estados Unidos, el municipio tiene una superficie total de 60.79 km², de la cual 60.09 km² corresponden a tierra firme y (1.15%) 0.7 km² es agua.

## Demografía
Según el censo de 2010, había 3219 personas residiendo en el municipio de Newton. La densidad de población era de 52,95 hab./km². De los 3219 habitantes, el municipio de Newton estaba compuesto por el 97.08% blancos, el 0.59% eran afroamericanos, el 0.22% eran amerindios, el 0.65% eran asiáticos, el 0.03% eran isleños del Pacífico, el 0.22% eran de otras razas y el 1.21% pertenecían a dos o más razas. Del total de la población el 0.68% eran hispanos o latinos de cualquier raza.